# Viaduc de la Grande Chaloupe
Le viaduc de la Grande Chaloupe est un viaduc de l'île de La Réunion, dans le sud-ouest de l'océan Indien. Construit entre 2014 et 2017, ce pont en béton précontraint long de 240 mètres franchit la ravine de la Grande Chaloupe près de son embouchure à La Grande Chaloupe en portant la route nationale 1 à la frontière entre les communes de Saint-Denis et La Possession.

## Histoire

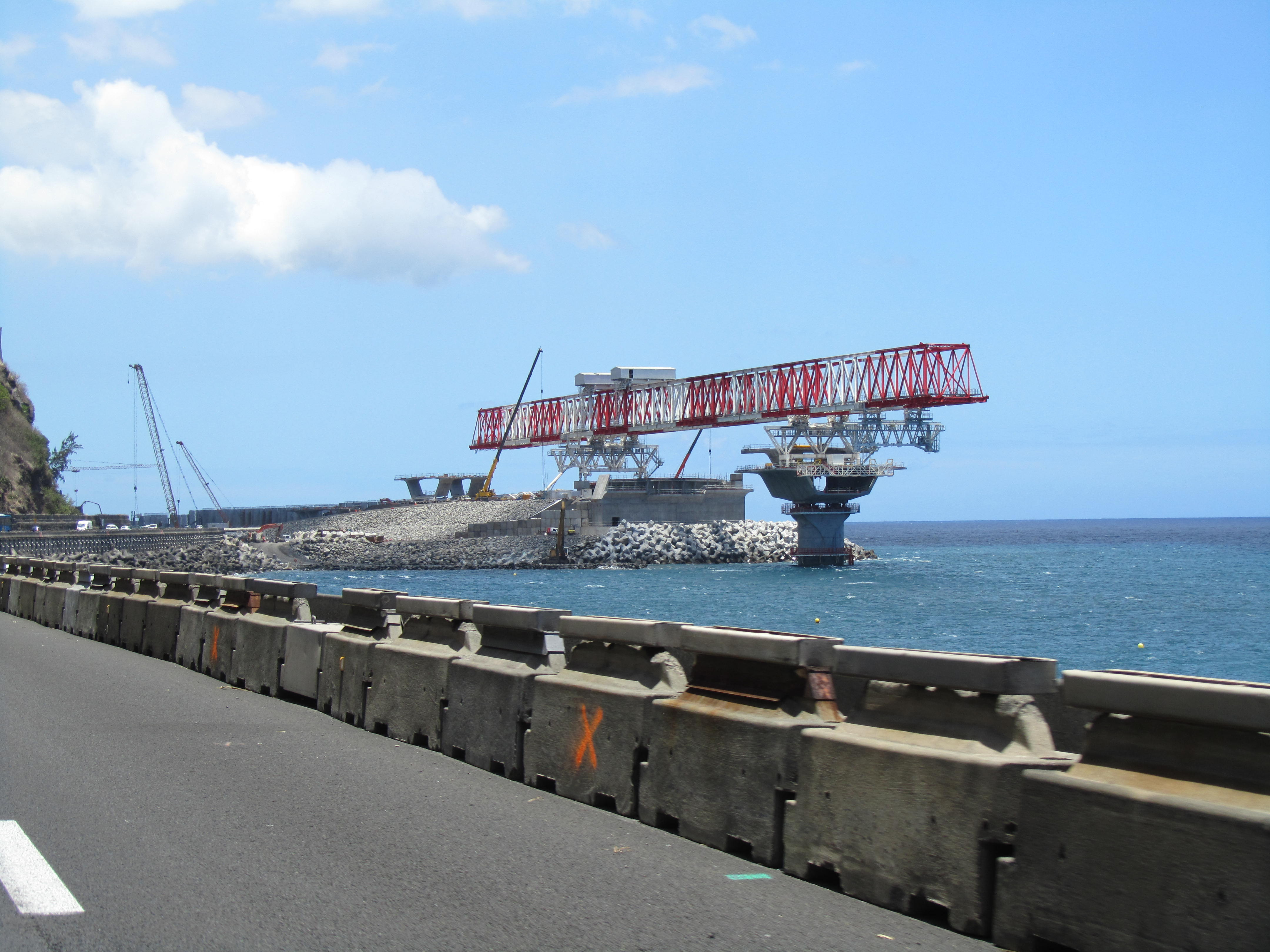
Le chantier du viaduc de la Grande Chaloupe en novembre 2016 vu depuis la route du Littoral.

Sa construction s'inscrit dans le cadre du chantier de la nouvelle route du Littoral, qui doit remplacer l'actuelle route du Littoral.
Il est inauguré le 8 septembre 2017.